# Memorial Steilneset
El Memorial Steilneset és un monument commemoratiu dels judicis per bruixeria realitzats el segle XVII a Vardø, Noruega, que comportaren l'execució de 91 persones. Situat en aquest municipi, va ser dissenyat per l'artista Louise Bourgeois i l'arquitecte Peter Zumthor i es va inaugurar el 23 de juny de 2011.

## Antecedents
Al segle XVII, es van produir una sèrie de caceres de bruixes a Noruega, de les quals els judicis a Vardø, al districte septentrional Finnmark, van ser dels més importants. Concretament, entre 1600 i 1692, a Finnmark es van arribar a jutjar fins a 135 persones per bruixeria; d'aquestes, un total de 91 (77 dones i 14 homes) van ser condemnades a mort després d'haver declarat sota tortura, moltes d'elles cremades a la foguera. Així doncs, aquest territori va experimentar el percentatge més alt d'acusacions de bruixeria en comparació a qualsevol altra part de Noruega i una proporció inusualment elevada d'execucions derivades dels processos. Els judicis van assolir el seu punt àlgid entre el 1662 i el 1663, i el monument es va construir 348 anys després.

## Memorial
El memorial va ser encarregat conjuntament per l'Ajuntament de Vardø, l'administració del comtat de Finnmark, el Museu Varanger i l'Administració de Carreteres Públiques Noruegues, i s'ha associat amb el desenvolupament de les Rutes Turístiques Nacionals a Noruega. Els arquitectes noruecs van dissenyar l'arquitectura pública associada a les rutes, com ara miradors, resultat de concursos públics, però el monument va ser conseqüència d'un encàrrec específic. Una col·laboració entre l'artista francoestatunidenca Louise Bourgeois i l'arquitecte suís Peter Zumthor, anterior guanyador del premi Pritzker. El monument es va iniciar el 2006 i es va inaugurar el 23 de juny de 2011, a càrrec de la reina Sònia de Noruega. Bourgeois va morir el 2010 i la seva contribució al projecte, titulada The Damned, The Possessed and The Beloved, va ser la seva última gran instal·lació.
El memorial consta de dos edificis separats: una estructura de fusta de 124'96 metres (410 peus) de llarg, que emmarca un capoll de tela que conté la instal·lació de Zumthor; i una sala quadrada de vidre fumat, amb el sostre d'11'88 metres (39 peus) de costat, que conté l'obra de Bourgeois. L'estructura de Zumthor està feta de marcs de fusta, fabricats fora de la zona i muntats per crear 60 badies en una llarga línia dins de la qual, suspesa per estenedors de cables, hi ha una membrana de fibra de vidre recoberta que s'enganxa a cada extrem. A l'interior hi ha una passarel·la de fusta, de 99'97 metres (328 peus) de llarg, però de només d'1'52 metres (5 peus) d'amplada, i al llarg del passadís estret hi ha 91 petites finestres col·locades a l'atzar que representen les persones executades, cadascuna acompanyada d'un text explicatiu basat en fonts originals. A través de cada finestra es pot veure una sola bombeta, destinada a evocar «els llums de les petites finestres sense cortines de les cases» de la regió.
L'edifici que acull la instal·lació de Bourgeois contrasta amb la del seu company. La seva estructura és quadrada i està fabricada amb acer patinable i 17 panells de vidre tintat, formant parets que van del sostre al terra. A l'interior, Bourgeois va instal·lar una cadira metàl·lica que projecta flames al seu seient. Això es reflecteix «en set miralls ovals col·locats sobre columnes metàl·liques en un anell al voltant del seient de foc, com jutges que envolten els condemnats». L'escriptora Donna Wheeler, reflexionant sobre l'escultura de Bourgeois amb el foc cremat dins de la solitària cadira, va observar que: «La flama perpètua -aquella vella castanya de commemoració i reflexió- aquí no té cap mena de redemptor, il·luminant només la seva pròpia imatge destructiva».